# Pleosporaceae
Pleosporaceae is een familie van de  Ascomyceten. Het typegeslacht is Pleospora. De familie telt in totaal 18 geslachten en 1641 soorten.

## Geslachten
Volgens Index Fungorum bevat het 18 geslachten (peildatum december 2021):
| Naam              | Auteur                                    | Publicatiejaar | # soorten |
| ----------------- | ----------------------------------------- | -------------- | --------- |
| Alternaria        | Nees                                      | 1816           | 657       |
| Bipolaris         | Shoemaker                                 | 1959           | 79        |
| Cochliobolus      | Drechsler                                 | 1934           | 23        |
| Crivellia         | Shoemaker & Inderb.                       | 2006           | 1         |
| Decorospora       | (Pat.) Inderbitzin, Kohlm. & Volkm.-Kohlm | 2002           | 1         |
| Exserohilum       | K.J. Leonard & Suggs                      | 1974           | 37        |
| Extrawettsteinina | M.E. Barr                                 | 1972           | 2         |
| Falciformispora   | K.D. Hyde                                 | 1992           | 5         |
| Kriegeriella      | Höhn.                                     | 1918           | 4         |
| Macrospora        | Fuckel                                    | 1870           | 3         |
| Monascostroma     | Höhn.                                     | 1918           | 3         |
| Pithomyces        | Berk. & Broome                            | 1873           | 44        |
| Platysporoides    | (Wehm.) Shoemaker & C.E. Babc.            | 1992           | 11        |
| Pleospora         | Rabenh. ex Ces. & De Not.                 | 1863           | 377       |
| Pseudoyuconia     | Lar. N. Vailjeva                          | 1983           | 1         |
| Pyrenophora       | Fr.                                       | 1849           | 108       |
| Typhicola         | Crous                                     | 2019           | 1         |
| Zeuctomorpha      | Sivan., P.M. Kirk & Govindu               | 1984           | 1         |